# Challenge Cup 2025-2026
Navigation
Édition précédente Édition suivante
La Challenge Cup 2025-2026, oppose pour la saison 2025-2026 vingt-deux équipes européennes et sud-africaines de rugby à XV.
Le format des deux années précédentes est reconduit à l'identique.
La compétition se déroule du 5 décembre 2025 au 22 mai 2026. La finale se joue au Stade San Mamés de Bilbao. C'est la deuxième fois qu'une nation qui ne participe pas traditionnellement à la compétition accueille la finale. Celle de l'édition 2018 s'était déroulé dans le même stade.

## Présentation

### Équipes en compétition
Dix-huit équipes accèdent à la compétition lors de la phase de poules, en conséquence - pour seize d'entre elles - de leur non qualification à la Champions Cup durant la saison précédente.
- les équipes classées 9e et 10e de Premiership.
- les six équipes de Top 14 non qualifiées pour la Champions Cup, indifféremment maintenues de Top 14 ou promues de Pro D2.
- les huit franchises classées de la 9e à la 16e place du United Rugby Championship

Les clubs qualifiés sont les suivants :
| - Exeter Chiefs - Newcastle Red Bulls | - Montpellier HR - Racing 92 - Lyon OU - Stade français Paris - USA Perpignan - US Montauban | - Cardiff Rugby - Benetton Trévise - Lions - Ospreys - Connacht - Ulster - Zebre Parma - Dragons RFC |

Pour compléter la compétition et arriver au nombre de dix-huit équipes, l'EPCR invite deux équipes supplémentaires. Il s'agit des mêmes que lors des deux éditions précédentes.
- Cheetahs
- Black Lion

### Calendrier
| Nom                                               | Date                                                                                  | Équipes participantes |
| ------------------------------------------------- | ------------------------------------------------------------------------------------- | --------------------- |
| Phase de poules Tirage au sort : 1er juillet 2025 |                                                                                       |                       |
| Journée 1 Journée 2 Journée 3 Journée 4           | 5/6/7 décembre 2025 12/13/14 décembre 2025 9/10/11 janvier 2026 16/17/18 janvier 2026 | 24                    |
| Phase éliminatoire                                |                                                                                       |                       |
| Huitièmes de finale                               | 3/4/5 avril 2026                                                                      | 16                    |
| Quarts de finale                                  | 10/11/12 avril 2026                                                                   | 8                     |
| Demi-finale                                       | 1/2/3 mai 2026                                                                        | 4                     |
| Finale                                            | 22 mai 2026                                                                           | 2                     |

## Phases de poules

### Tirage au sort
Le tirage au sort a lieu le mardi 1er juillet à Dublin,.
Les équipes sont tirées au sort l'une après l'autre et placées dans trois poules de six équipes chacune. La première équipe tirée au sort est placée dans la poule A, la deuxième dans la poule B, la troisième dans la poule C, la quatrième dans la poule A et ainsi de suite. Le tirage au sort doit malgré tout respecter certains principes clés. Si, lors du tirage d'une équipe, un principe n'est pas respecté, alors elle est placée dans la poule suivante et le tirage au sort reprend à partir de la poule dans laquelle la précédente équipe n'a pas pu être placé. Les principes clés sont les suivants:
- chaque poule doit contenir deux équipes de Top 14.
- les deux clubs de Premiership doivent être séparés dans des poules différentes.
- les deux franchises invitées ainsi que la franchise sud-africaine des Lions doivent être séparés dans des poules différentes.
- les clubs d'URC appartenant à la même conférence (ou shield en anglais) ne peuvent pas se retrouver dans la même poule.
- chaque poule contient au maximum trois équipes d'URC.

### Format et règlement
La première phase de la compétition voit les équipes disputer quatre matchs de classement. Chaque équipe rencontre ainsi quatre autres équipes, une seule fois, à domicile ou à l'extérieur. De plus, il n'y a pas de matchs entre clubs d'une même ligue à l'exception des équipes d'URC.
À l'issue de la première phase, les quatre premières formations de chacune des poules se qualifient pour les huitième de finale, et sont rejointes par quatre clubs reversés de la Champions Cup
Les classements sont établis en suivant les règles suivantes :
- 4 points de classement pour une victoire ;
- 2 points de classement pour un match nul ;
- 1 point de classement de bonus si l'équipe inscrit 4 essais ou plus ;
- 1 point de classement de bonus si l'équipe perd de 7 points ou moins.

En cas d'égalité au classement entre une ou plusieurs équipes, comptent, dans l'ordre :
1. la meilleure différence de points ;
2. le nombre d'essais inscrits ;
3. le nombre de joueurs suspendus pour des incidents disciplinaires, par ordre croissant.

Si l'égalité est toujours constatée, un tirage au sort est réalisé entre les équipes concernées.

### Matchs et classements
Les matchs de la phase de poule se déroulent durant quatre week-ends du 5 décembre 2025 au 18 janvier 2026.

#### Légende des classements
- Qualification en huitième de finale

#### Légende des résultats
- Victoire de l'équipe à domicile
- Match nul
- Victoire de l'équipe en déplacement

#### Poule A
| Rang | Club           | J | V | N | D | Bo | Bd | Pm | Pe | Diff | Pts |
| ---- | -------------- | - | - | - | - | -- | -- | -- | -- | ---- | --- |
| 1    | Ospreys        | 0 | 0 | 0 | 0 | 0  | 0  | 0  | 0  | 0    | 0   |
| 2    | Zebre Parma    | 0 | 0 | 0 | 0 | 0  | 0  | 0  | 0  | 0    | 0   |
| 3    | Montpellier HR | 0 | 0 | 0 | 0 | 0  | 0  | 0  | 0  | 0    | 0   |
| 4    | US Montauban   | 0 | 0 | 0 | 0 | 0  | 0  | 0  | 0  | 0    | 0   |
| 5    | Black Lion     | 0 | 0 | 0 | 0 | 0  | 0  | 0  | 0  | 0    | 0   |
| 6    | Connacht       | 0 | 0 | 0 | 0 | 0  | 0  | 0  | 0  | 0    | 0   |

| Résultats (▼dom., ►ext.) | OSP | ZEB | MHR | USM | BLA | CON |
| Ospreys                  | —   | —   | J4  | —   | —   | J1  |
| Zebre Parma              | J3  | —   | —   | J1  | —   | —   |
| Montpellier HR           | —   | J2  | —   | —   | —   | J3  |
| US Montauban             | J2  | —   | —   | —   | J3  | —   |
| Black Lion               | —   | J4  | J1  | —   | —   | —   |
| Connacht                 | —   | —   | —   | J4  | J2  | —   |

#### Poule B
| Rang | Club                | J | V | N | D | Bo | Bd | Pm | Pe | Diff | Pts |
| ---- | ------------------- | - | - | - | - | -- | -- | -- | -- | ---- | --- |
| 1    | Lyon OU             | 0 | 0 | 0 | 0 | 0  | 0  | 0  | 0  | 0    | 0   |
| 2    | Newcastle Red Bulls | 0 | 0 | 0 | 0 | 0  | 0  | 0  | 0  | 0    | 0   |
| 3    | Dragons RFC         | 0 | 0 | 0 | 0 | 0  | 0  | 0  | 0  | 0    | 0   |
| 4    | Benetton Trévise    | 0 | 0 | 0 | 0 | 0  | 0  | 0  | 0  | 0    | 0   |
| 5    | Lions               | 0 | 0 | 0 | 0 | 0  | 0  | 0  | 0  | 0    | 0   |
| 6    | USA Perpignan       | 0 | 0 | 0 | 0 | 0  | 0  | 0  | 0  | 0    | 0   |

| Résultats (▼dom., ►ext.) | LOU | NEW | DRA | BEN | LIO | PER |
| Lyon OU                  | —   | J1  | —   | J4  | —   | —   |
| Newcastle Red Bulls      | —   | —   | —   | —   | J2  | J3  |
| Dragons RFC              | J2  | J4  | —   | —   | —   | —   |
| Benetton Trévise         | —   | —   | J3  | —   | —   | J2  |
| Lions                    | J3  | —   | —   | J1  | —   | —   |
| USA Perpignan            | —   | —   | J1  | —   | J4  | —   |

#### Poule C
| Rang | Club                 | J | V | N | D | Bo | Bd | Pm | Pe | Diff | Pts |
| ---- | -------------------- | - | - | - | - | -- | -- | -- | -- | ---- | --- |
| 1    | Cheetahs             | 0 | 0 | 0 | 0 | 0  | 0  | 0  | 0  | 0    | 0   |
| 2    | Cardiff Rugby        | 0 | 0 | 0 | 0 | 0  | 0  | 0  | 0  | 0    | 0   |
| 3    | Exeter Chiefs        | 0 | 0 | 0 | 0 | 0  | 0  | 0  | 0  | 0    | 0   |
| 4    | Racing 92            | 0 | 0 | 0 | 0 | 0  | 0  | 0  | 0  | 0    | 0   |
| 5    | Stade français Paris | 0 | 0 | 0 | 0 | 0  | 0  | 0  | 0  | 0    | 0   |
| 6    | Ulster               | 0 | 0 | 0 | 0 | 0  | 0  | 0  | 0  | 0    | 0   |

| Résultats (▼dom., ►ext.) | CHE | CAR | EXE | R92 | SFP | ULS |
| Cheetahs                 | —   | —   | —   | —   | J2  | J3  |
| Cardiff Rugby            | —   | —   | —   | J3  | —   | J2  |
| Exeter Chiefs            | J1  | J4  | —   | —   | —   | —   |
| Racing 92                | J4  | —   | J2  | —   | —   | —   |
| Stade Français Paris     | —   | J1  | J3  | —   | —   | —   |
| Ulster                   | —   | —   | —   | J1  | J4  | —   |

## Phase éliminatoire
La phase éliminatoire débute le week-end du 4 avril 2026 par des huitièmes de finale entre les seize équipes qualifiées. Les quatre meilleures équipes de chaque poule sont rejointes par quatre équipes reversées de Champions Cup.
Ces équipes sont classées afin de déterminer les oppositions pour les huitièmes de finale et l'ensemble de la phase éliminatoire ainsi que les équipes ayant l'avantage du terrain:
- les vainqueurs de poule en Challenge Cup sont classés de 1er à 3e ;
- les seconds de poule en Challenge Cup sont classés de 4e à 6e ;
- les deux meilleurs troisièmes de poule en Challenge Cup sont classés 7e et 8e ;
- les quatre repêchés de Champions Cup sont classés de 9e à 12e ;
- le moins bon troisième de poule en Challenge Cup est classé 13e ;
- les quatrièmes de poule en Challenge Cup sont classés de 14e à 16e.

Les équipes de même classement en phase de poule du Challenge européen et celles reversées Coupe d'Europe sont départagées, dans l'ordre, selon les critères suivants :
- le nombre de points de classement accumulés
- la meilleure différence de points ;
- le nombre d'essais inscrits ;
- le nombre de joueurs suspendus pour des incidents disciplinaires, par ordre croissant.

Si l'égalité est toujours constatée, un tirage au sort est réalisé entre les équipes concernées.

### Tableau final
|  | Huitièmes de finale | Huitièmes de finale | Huitièmes de finale | Huitièmes de finale |   |   | Quarts de finale | Quarts de finale | Quarts de finale | Quarts de finale |  |  | Demi-finales | Demi-finales | Demi-finales | Demi-finales |  |  | Finale        | Finale        | Finale        | Finale        |
|  |                     |                     |                     |                     |   |   |                  |                  |                  |                  |  |  |              |              |              |              |  |  |               |               |               |               |
|  | avril 2026 -        | avril 2026 -        | avril 2026 -        | avril 2026 -        |   |   | avril 2026 -     | avril 2026 -     | avril 2026 -     | avril 2026 -     |  |  | mai 2026 -   | mai 2026 -   | mai 2026 -   | mai 2026 -   |  |  | 22 mai 2026 - | 22 mai 2026 - | 22 mai 2026 - | 22 mai 2026 - |
|  | -                   | -                   | -                   | -                   |   |   | avril 2026 -     | avril 2026 -     | avril 2026 -     | avril 2026 -     |  |  | mai 2026 -   | mai 2026 -   | mai 2026 -   | mai 2026 -   |  |  | 22 mai 2026 - | 22 mai 2026 - | 22 mai 2026 - | 22 mai 2026 - |
|  | -                   | -                   | -                   | -                   |   |   | avril 2026 -     | avril 2026 -     | avril 2026 -     | avril 2026 -     |  |  | mai 2026 -   | mai 2026 -   | mai 2026 -   | mai 2026 -   |  |  | 22 mai 2026 - | 22 mai 2026 - | 22 mai 2026 - | 22 mai 2026 - |
|  | -                   | -                   | -                   | -                   |   |   | avril 2026 -     | avril 2026 -     | avril 2026 -     | avril 2026 -     |  |  | mai 2026 -   | mai 2026 -   | mai 2026 -   | mai 2026 -   |  |  | 22 mai 2026 - | 22 mai 2026 - | 22 mai 2026 - | 22 mai 2026 - |
|  | -                   | -                   | -                   | -                   | - | - | -                | -                |                  |                  |  |  | mai 2026 -   | mai 2026 -   | mai 2026 -   | mai 2026 -   |  |  | 22 mai 2026 - | 22 mai 2026 - | 22 mai 2026 - | 22 mai 2026 - |
|  | avril 2026 -        |                     |                     |                     | - | - | -                | -                |                  |                  |  |  | mai 2026 -   | mai 2026 -   | mai 2026 -   | mai 2026 -   |  |  | 22 mai 2026 - | 22 mai 2026 - | 22 mai 2026 - | 22 mai 2026 - |
|  |                     |                     | -                   | -                   | - | - |                  |                  |                  |                  |  |  | mai 2026 -   | mai 2026 -   | mai 2026 -   | mai 2026 -   |  |  | 22 mai 2026 - | 22 mai 2026 - | 22 mai 2026 - | 22 mai 2026 - |
|  | -                   | -                   | -                   | -                   | - | - | -                | -                |                  |                  |  |  | mai 2026 -   | mai 2026 -   | mai 2026 -   | mai 2026 -   |  |  | 22 mai 2026 - | 22 mai 2026 - | 22 mai 2026 - | 22 mai 2026 - |
|  | -                   | -                   | avril 2026 -        |                     |   |   | -                | -                |                  |                  |  |  | mai 2026 -   | mai 2026 -   | mai 2026 -   | mai 2026 -   |  |  | 22 mai 2026 - | 22 mai 2026 - | 22 mai 2026 - | 22 mai 2026 - |
|  | -                   | -                   | -                   | -                   |   |   |                  |                  |                  |                  |  |  | mai 2026 -   | mai 2026 -   | mai 2026 -   | mai 2026 -   |  |  | 22 mai 2026 - | 22 mai 2026 - | 22 mai 2026 - | 22 mai 2026 - |
|  | -                   | -                   | -                   | -                   | - | - | -                | -                |                  |                  |  |  |              |              |              |              |  |  | 22 mai 2026 - | 22 mai 2026 - | 22 mai 2026 - | 22 mai 2026 - |
|  | avril 2026 -        |                     |                     |                     | - | - | -                | -                |                  |                  |  |  |              |              |              |              |  |  | 22 mai 2026 - | 22 mai 2026 - | 22 mai 2026 - | 22 mai 2026 - |
|  |                     |                     | -                   | -                   | - | - |                  |                  |                  |                  |  |  |              |              |              |              |  |  | 22 mai 2026 - | 22 mai 2026 - | 22 mai 2026 - | 22 mai 2026 - |
|  | -                   | -                   | -                   | -                   | - | - | -                | -                |                  |                  |  |  |              |              |              |              |  |  | 22 mai 2026 - | 22 mai 2026 - | 22 mai 2026 - | 22 mai 2026 - |
|  | -                   | -                   | mai 2026 -          |                     |   |   | -                | -                |                  |                  |  |  |              |              |              |              |  |  | 22 mai 2026 - | 22 mai 2026 - | 22 mai 2026 - | 22 mai 2026 - |
|  | -                   | -                   | -                   | -                   |   |   |                  |                  |                  |                  |  |  |              |              |              |              |  |  | 22 mai 2026 - | 22 mai 2026 - | 22 mai 2026 - | 22 mai 2026 - |
|  | -                   | -                   | -                   | -                   | - | - | -                | -                |                  |                  |  |  |              |              |              |              |  |  | 22 mai 2026 - | 22 mai 2026 - | 22 mai 2026 - | 22 mai 2026 - |
|  | avril 2026 -        |                     |                     |                     | - | - | -                | -                |                  |                  |  |  |              |              |              |              |  |  | 22 mai 2026 - | 22 mai 2026 - | 22 mai 2026 - | 22 mai 2026 - |
|  |                     |                     | -                   | -                   | - | - |                  |                  |                  |                  |  |  |              |              |              |              |  |  | 22 mai 2026 - | 22 mai 2026 - | 22 mai 2026 - | 22 mai 2026 - |
|  | -                   | -                   | -                   | -                   | - | - | -                | -                |                  |                  |  |  |              |              |              |              |  |  | 22 mai 2026 - | 22 mai 2026 - | 22 mai 2026 - | 22 mai 2026 - |
|  | -                   | -                   | avril 2026 -        |                     |   |   | -                | -                |                  |                  |  |  |              |              |              |              |  |  | 22 mai 2026 - | 22 mai 2026 - | 22 mai 2026 - | 22 mai 2026 - |
|  | -                   | -                   | -                   | -                   |   |   |                  |                  |                  |                  |  |  |              |              |              |              |  |  | 22 mai 2026 - | 22 mai 2026 - | 22 mai 2026 - | 22 mai 2026 - |
|  | -                   | -                   | -                   | -                   | - | - | -                | -                |                  |                  |  |  |              |              |              |              |  |  |               |               |               |               |
|  | avril 2026 -        |                     |                     |                     | - | - | -                | -                |                  |                  |  |  |              |              |              |              |  |  |               |               |               |               |
|  |                     |                     | -                   | -                   | - | - |                  |                  |                  |                  |  |  |              |              |              |              |  |  |               |               |               |               |
|  | -                   | -                   | -                   | -                   | - | - | -                | -                |                  |                  |  |  |              |              |              |              |  |  |               |               |               |               |
|  | -                   | -                   |                     |                     |   |   |                  | -                |                  |                  |  |  |              |              |              |              |  |  |               |               |               |               |
|  | -                   | -                   | -                   | -                   |   |   |                  |                  |                  |                  |  |  |              |              |              |              |  |  |               |               |               |               |
|  | -                   | -                   | -                   | -                   | - | - | -                | -                |                  |                  |  |  |              |              |              |              |  |  |               |               |               |               |
|  | avril 2026 -        |                     |                     |                     | - | - | -                | -                |                  |                  |  |  |              |              |              |              |  |  |               |               |               |               |
|  |                     |                     | -                   | -                   | - | - |                  |                  |                  |                  |  |  |              |              |              |              |  |  |               |               |               |               |
|  | -                   | -                   | -                   | -                   | - | - | -                | -                |                  |                  |  |  |              |              |              |              |  |  |               |               |               |               |
|  | -                   | -                   | avril 2026 -        |                     |   |   | -                | -                |                  |                  |  |  |              |              |              |              |  |  |               |               |               |               |
|  | -                   | -                   | -                   | -                   |   |   |                  |                  |                  |                  |  |  |              |              |              |              |  |  |               |               |               |               |
|  | -                   | -                   | -                   | -                   | - | - | -                | -                |                  |                  |  |  |              |              |              |              |  |  |               |               |               |               |
|  | avril 2026 -        |                     |                     |                     | - | - | -                | -                |                  |                  |  |  |              |              |              |              |  |  |               |               |               |               |
|  |                     |                     | -                   | -                   | - | - |                  |                  |                  |                  |  |  |              |              |              |              |  |  |               |               |               |               |
|  | -                   | -                   | -                   | -                   | - | - | -                | -                |                  |                  |  |  |              |              |              |              |  |  |               |               |               |               |
|  | -                   | -                   |                     |                     |   |   |                  | -                |                  |                  |  |  |              |              |              |              |  |  |               |               |               |               |
|  | -                   | -                   | -                   | -                   |   |   |                  |                  |                  |                  |  |  |              |              |              |              |  |  |               |               |               |               |
|  | -                   | -                   | -                   | -                   | - | - | -                | -                |                  |                  |  |  |              |              |              |              |  |  |               |               |               |               |
|  | avril 2026 -        |                     |                     |                     | - | - | -                | -                |                  |                  |  |  |              |              |              |              |  |  |               |               |               |               |
|  |                     |                     | -                   | -                   | - | - |                  |                  |                  |                  |  |  |              |              |              |              |  |  |               |               |               |               |
|  | -                   | -                   | -                   | -                   | - | - | -                | -                |                  |                  |  |  |              |              |              |              |  |  |               |               |               |               |
|  | -                   | -                   |                     |                     |   |   |                  | -                |                  |                  |  |  |              |              |              |              |  |  |               |               |               |               |
|  | -                   | -                   | -                   | -                   |   |   |                  |                  |                  |                  |  |  |              |              |              |              |  |  |               |               |               |               |
|  | -                   | -                   | -                   | -                   |   |   |                  |                  |                  |                  |  |  |              |              |              |              |  |  |               |               |               |               |
|  |                     |                     |                     |                     |   |   |                  |                  |                  |                  |  |  |              |              |              |              |  |  |               |               |               |               |

### Huitièmes de finale
Les huitièmes de finale se jouent en une manche les 3, 4 et 5 avril 2026. Les équipes les mieux classées lors de la phase de poule jouent à domicile.

### Quarts de finale
Les quarts de finale se jouent en une manche le week-end du 11 avril 2026. Les équipes les mieux classées lors de la phase de poule jouent à domicile.

### Demi-finales
Les demi-finales se jouent en une manche le week-end du 2 mai 2026. Les équipes les mieux classées lors de la phase de poule jouent à domicile.

### Finale
La finale se joue le samedi 22 mai 2026 au San Mamés, à Bilbao